# Alexander Bard
Alexander Bengt Magnus Bard (17. marts 1961 i Västra Ny i Motala kommun) er en svensk debattør, forfatter, forelæser, kunstner, politiker og musikproducer. Han grundlagde og har spillet med musikgrupperne Barbie, Army of Lovers, BWO, Gravitonas og Vacuum. Ved siden af musikken holder Alexander foredrag samt deltager i debatter både i Sverige og udenlands siden 1995. Bard har skrevet tre bøger sammen med Jan Söderqvist. I 2011 medvirkede Alexander i juryen i tv-programmet Idol 2011. Han er nevø til kunstneren Bengt Johansson og prædikanten Hans Johansson.